# Đài tưởng niệm Những người lính bảo vệ bờ biển ở Westerplatte

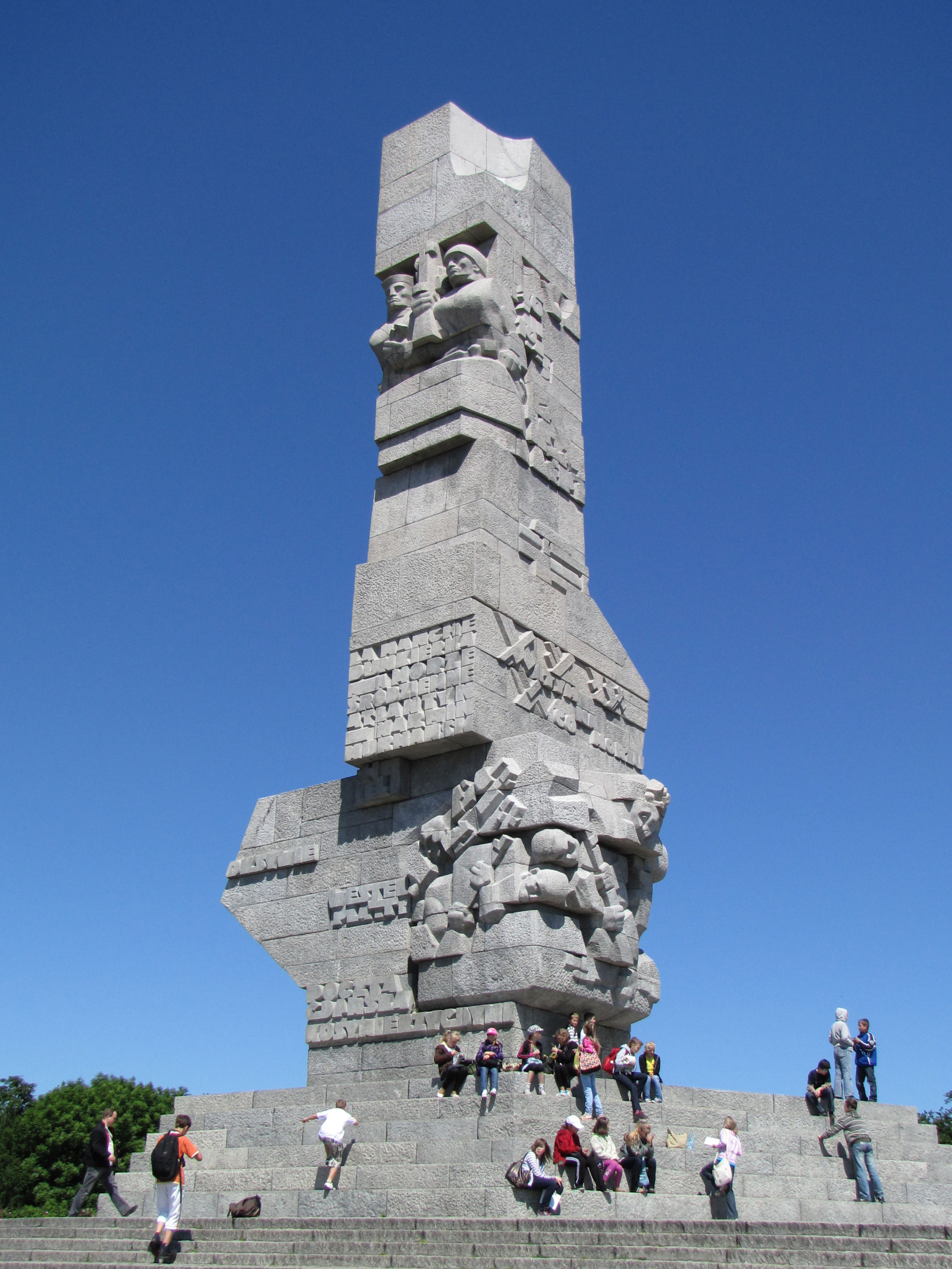
Đài tưởng niệm Những người lính bảo vệ bờ biển ở Westerplatte, Gdańsk, Ba Lan (2010)

Đài tưởng niệm Những người lính bảo vệ bờ biển ở Westerplatte, hay Đài tưởng niệm Westerplatte (tiếng Ba Lan: Pomnik Obrońców Wybrzeża) là một trong những tượng đài nổi tiếng tọa lạc tại bán đảo Westerplatte, 80-001 Gdańsk, Ba Lan.
Tác giả thiết kế tượng đài là các nhà điêu khắc Franciszek Duszeńko và Henryk Kitowski. Trong giai đoạn 1964−1966, Đài tưởng niệm được xây dựng nhằm tưởng nhớ những người lính thuộc Kho vận chuyển quân sự Ba Lan trong Trận chiến Westerplatte vào tháng 9 năm 1939. Đây là một trong những trận chiến đầu tiên trong cuộc xâm lược Ba Lan của Đức Quốc Xã, đánh dấu sự bùng nổ Thế Chiến thứ II ở Châu Âu.
Đài tưởng niệm trông giống hình dáng một chiếc lưỡi lê được cắm dưới đất. Bảy ngọn nến dưới chân tượng đài tượng trưng cho bảy ngày anh dũng bảo vệ bán đảo Westerplatte của những người lính Ba Lan chống lại quân đội Đức Quốc Xã, một lực lượng áp đảo vượt trội về số lượng. Đài tưởng niệm được đặt trên một gò nhân tạo cao 22 mét được làm từ đất tích góp được từ quá trình tái phát triển của Cảng Gdańsk. Việc xây dựng tượng đài mất 2 năm để hoàn thành và được khánh thành vào ngày 9 tháng 10 năm 1966 nhân dịp kỷ niệm trận chiến Lenino.

## Ảnh

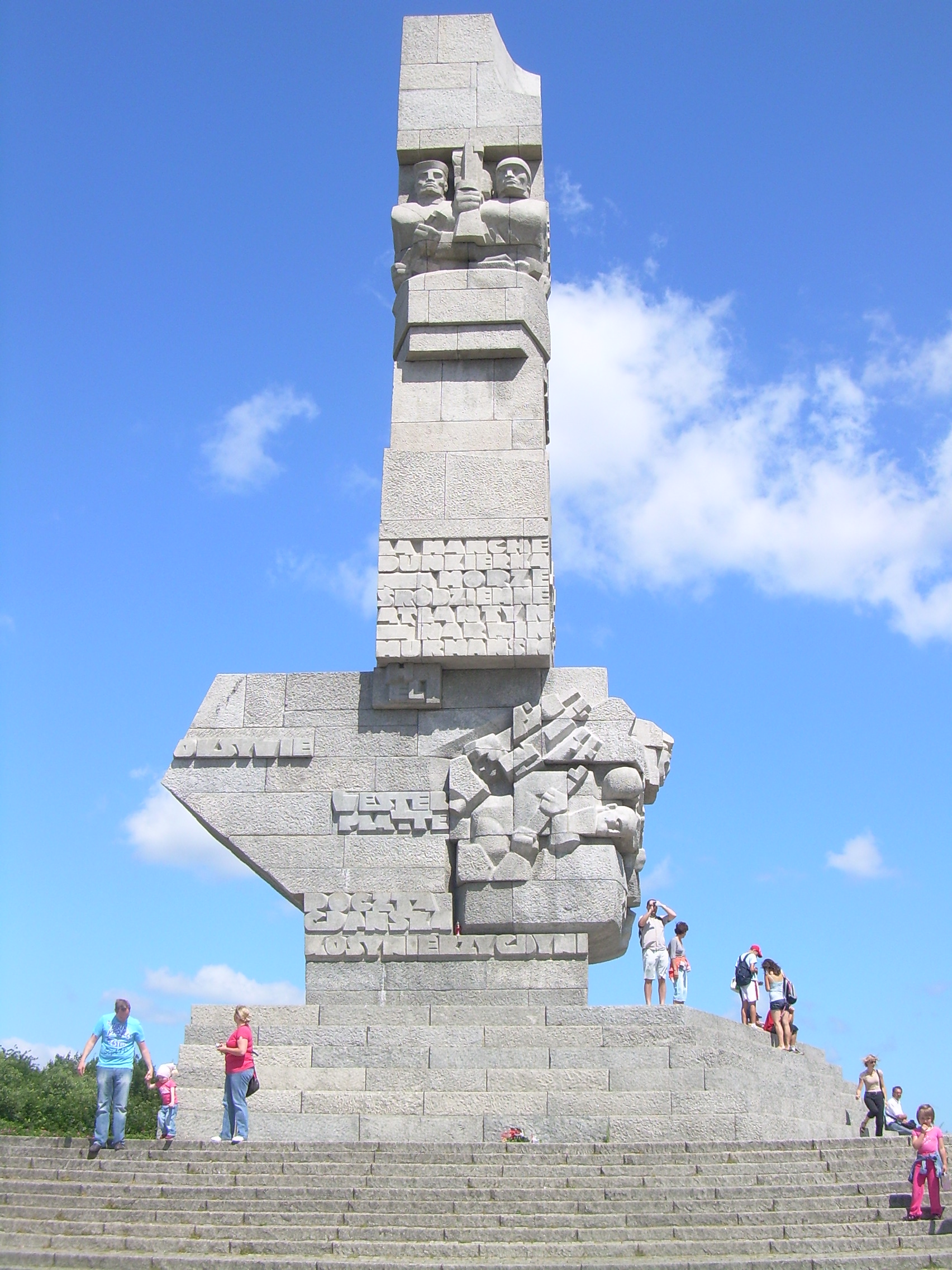
Đài tưởng niệm Westerplatte (2010)
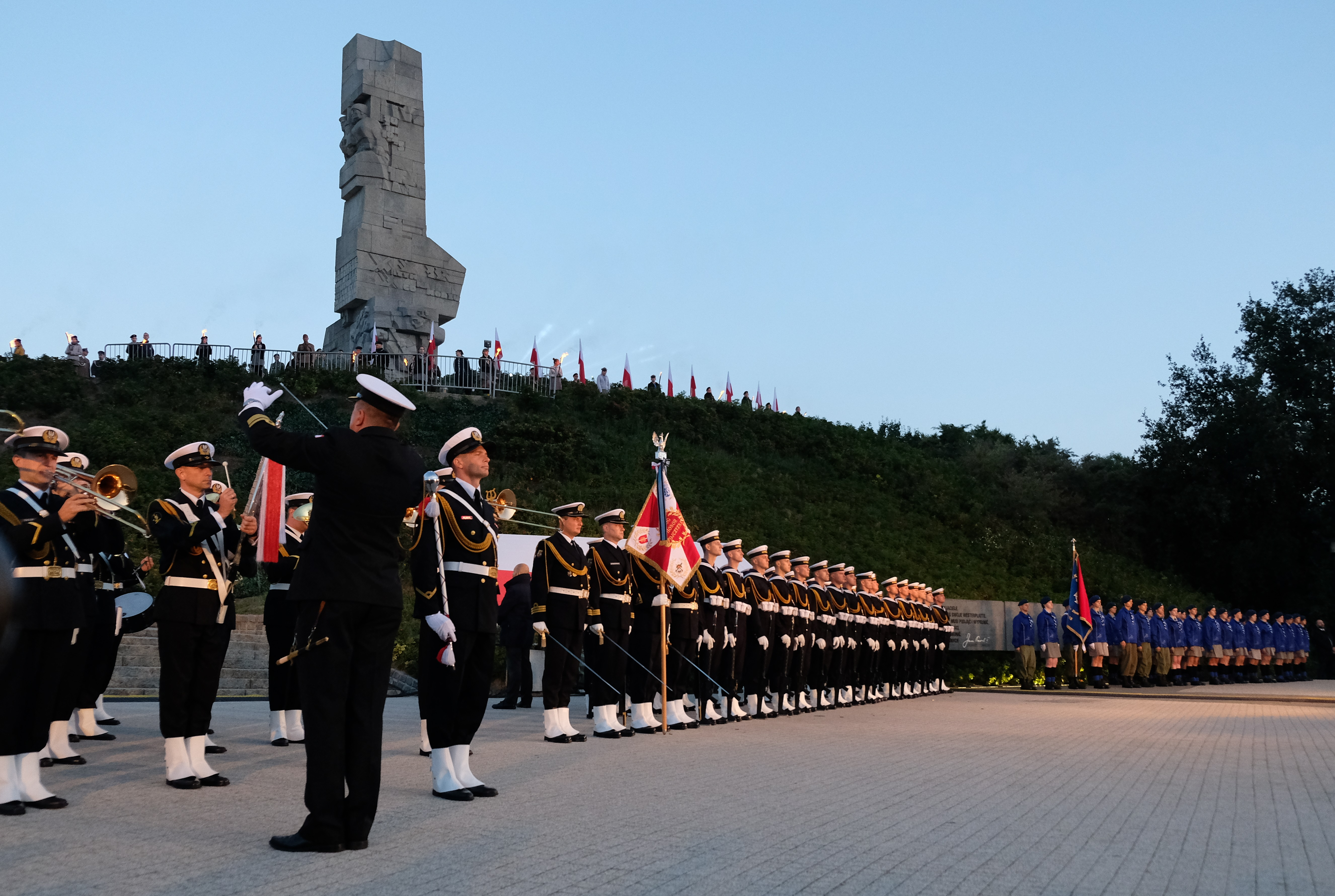
Lễ kỷ niệm 79 năm ngày Chiến tranh thế giới thứ 2 bùng nổ ở Gdańsk (2018)
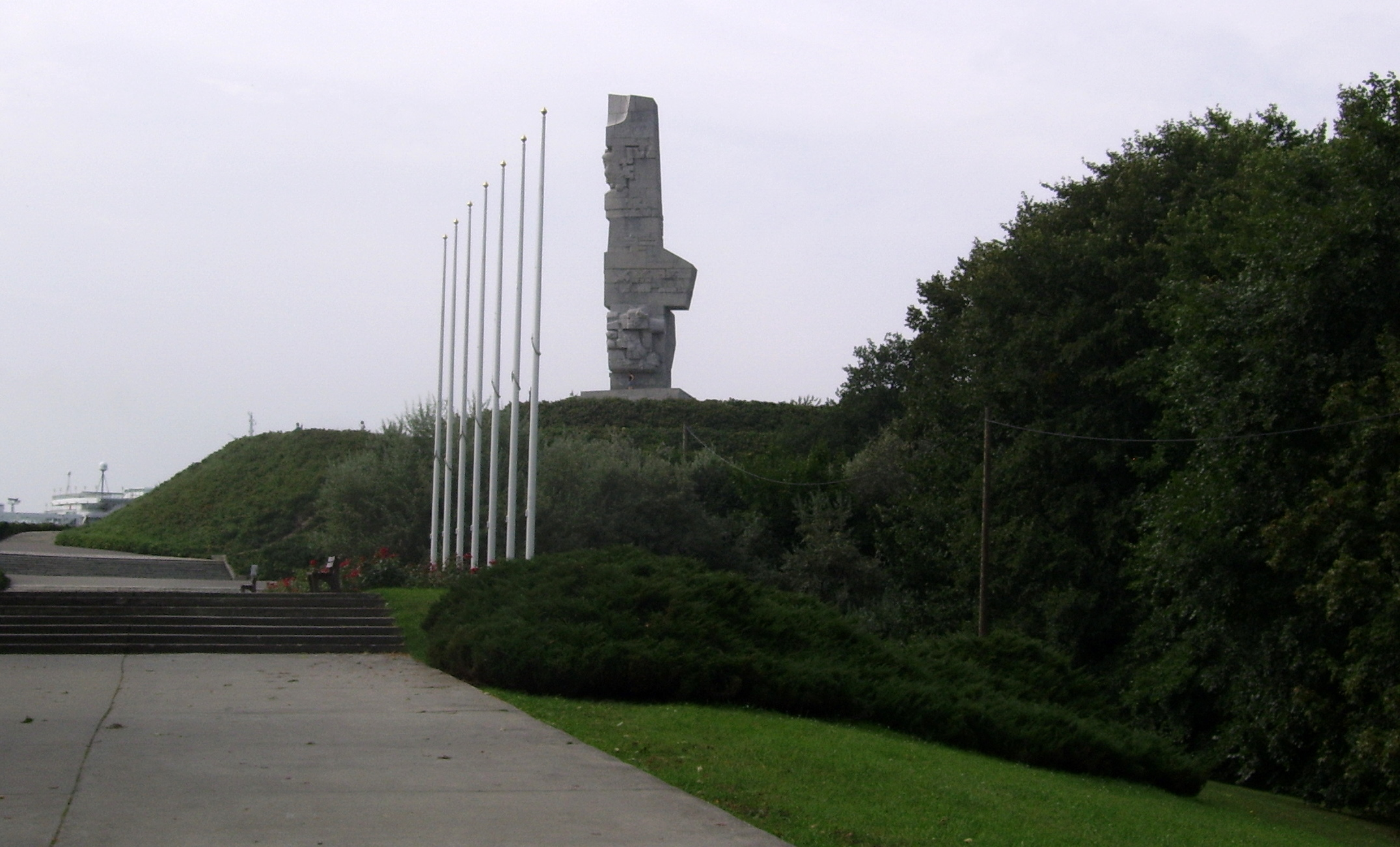
Chụp từ xa
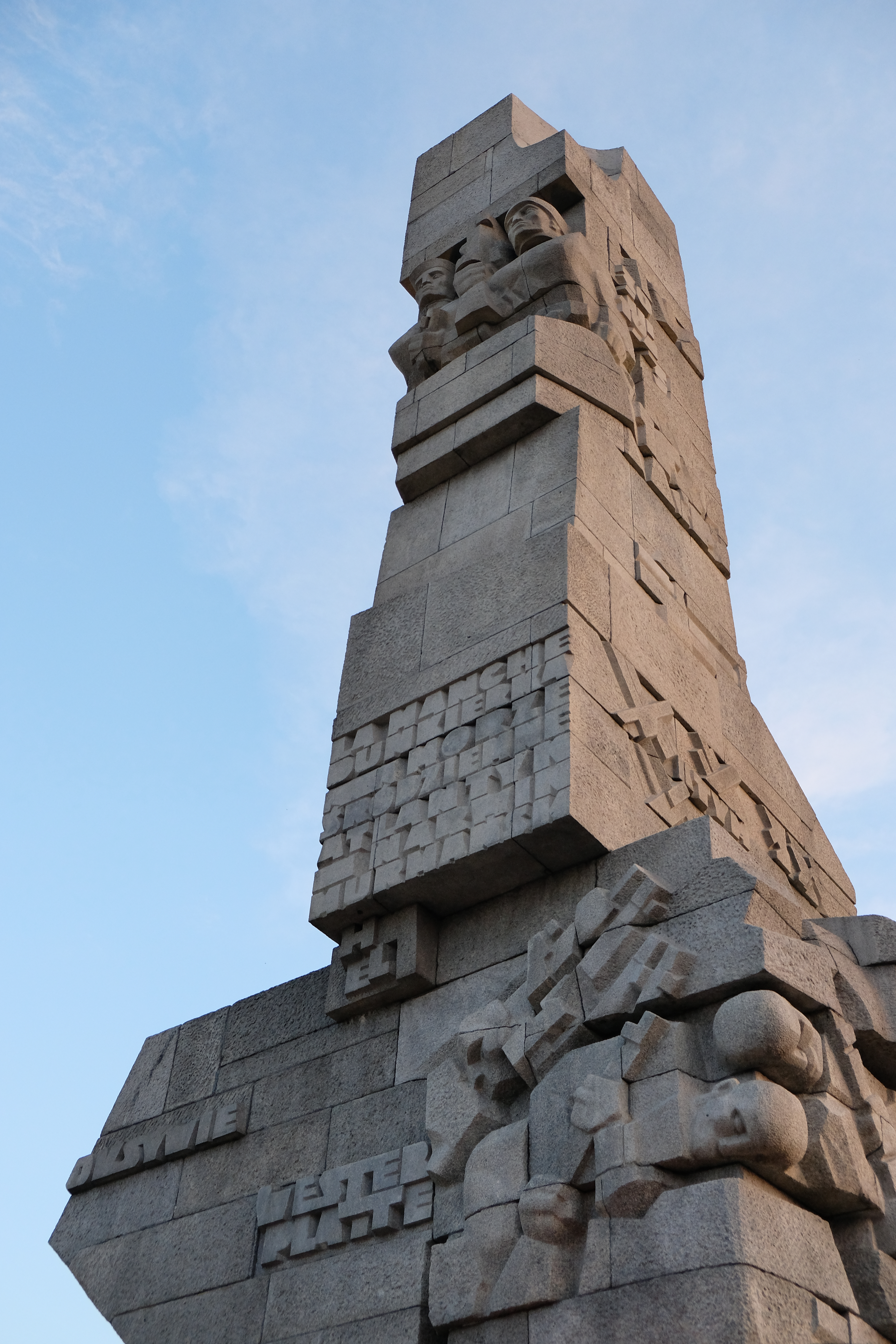
Đài tưởng niệm Westerplatte (2018)